# Hymenodora acanthitelsonis
Hymenodora acanthitelsonis is een garnalensoort uit de familie van de Acanthephyridae. De wetenschappelijke naam van de soort is voor het eerst geldig gepubliceerd in 1972 door Wasmer.